# Distrito de Locarno
Locarno é um distrito da Suíça, localizado no cantão do Ticino. Tem 591,67 km² de área e sua população em 2019 foi estimada em 63.827 habitantes. Sua sede é a comuna de Locarno.